# Aglaiocercus berlepschi
Az Aglaiocercus berlepschi   a madarak osztályának sarlósfecske-alakúak (Apodiformes)  rendjébe és a kolibrifélék (Trochilidae) családjába tartozó faj.

## Rendszerezése
A fajt René Primevère Lesson francia orvos és ornitológus írta le 1832-ben, a Cynanthus nembe Cyanolesbia berlepschi néven. Sorolták a fecskekolibri (Aglaiocercus kingii) alfajaként Aglaiocercus kingii berlepschi néven is.

## Előfordulása
Venezuela északkeleti részén honos. Természetes élőhelyei a szubtrópusi és trópusi hegyi esőerdők és cserjések.

## Megjelenése
A hím testhossza 22 centiméter (ebben benne vannak hosszú faroktollai is), a tojó 9,5-11 centiméter.

## Természetvédelmi helyzete
Az elterjedési területe kicsi, egyedszáma 1500-7000 példány közötti és csökken. A Természetvédelmi Világszövetség Vörös listáján veszélyeztetett fajként szerepel.